# Эконом (журнал)
«Эконом» — российское еженедельное периодическое печатное издание, выходившее на русском языке в столице Российской империи городе Санкт-Петербурге с 1841 по 1853 год включительно. 
Издателем журнала был сперва Иван Петрович Песоцкий (который также известен как издатель «Репертуара русского театра» и «Репертуара и пантеона»), затем, с 1849 года, его сменил книготорговец и типограф Юлий Андреевич Юнгмейстер (1814 — после 1873).
Первым главным редактором журнала стал Ф. В. Булгарин, затем пост главреда занял В. П. Бурнашев. 
Журнал «Эконом» позиционировал себя как «хозяйственная общеполезная библиотека»; здесь можно было найти разную разную информацию: от внешнеполитических событий до рецепта каши из лепестков роз.
По неизвестным причинам, издание журнала «Эконом» было прекращено в 1853 году; последние №№ за 1853 год вышли в 1854 и 1855 годах.